# Schatzendorf
Schatzendorf ist ein Ortsteil der Stadt Rötz im Landkreis Cham des Regierungsbezirks Oberpfalz im Freistaat Bayern.

## Geografie
Schatzendorf liegt an der Staatsstraße 2151, 6 Kilometer südöstlich von Rötz. Schatzendorf liegt zwischen dem Schatzendorfer Bach im Westen und dem Buchbach im Osten. Am Südostrand von Schatzendorf mündet der Schatzendorfer Bach in den Buchbach, der seinen Lauf weiter nach Süden fortsetzt, bei Rannersdorf seinen Namen in Aubach ändert und bei Pösing in den Regen mündet. Nordöstlich von Schatzendorf befindet sich der Frauenwald, ein ausgedehnter bewaldeter Gebirgsstock mit mehreren um die 600 Meter hohen Gipfeln und zahlreichen Quellen, die sich als Bäche mit dem Buchbach vereinigen. Auch von den Hängen nordwestlich von Schatzendorf strömen viele Bäche dem Schatzendorfer Bach zu.

## Geschichte
Schatzendorf (auch: Scheczendorff, Schetzndorff, Schetzendorff, Schäzndorff, Schäzendorff, Schaezendorf) gehört zu den -dorf-Orten. Die Ortsnamenforschung kennzeichnet die auf -dorf endenden Ortsnamen als Gründungen aus dem 9. bis 12. Jahrhundert. Solche Ortsnamen treten in der Umgebung von Rötz gehäuft auf.
Im Verzeichnis der Erträge des Klosters Schönthal von 1429 wurde Schatzendorf aufgeführt.
Das 1509 gegründete Pflegamt Rötz hatte nach dem Salbuch des Kastenamtes Rötz Untertanen in Schatzendorf. 1522 hatte Schatzendorf 7 Untertanen des Amtes Rötz. In einem Verzeichnis von 1588 wurden für Schatzendorf 2 Höfe, 5 Güter, 2 Sölden, 3 Inwohner und Mannschaften als zur Frais Schwarzenburg gehörig aufgeführt.
1622 gab es dort 9 Mannschaften. In den Steuerunterlagen des Pflegamts und der Stadt Rötz von 1630 wurde das Amt Rötz in Viertel eingeteilt. Schatzendorf gehörte zum 4. Viertel. Es hatte 2 Höfe, 5 Güter, 1 Söldengütl, 1 Tafern, 1 kleines Häusl, 1 Inwohner.
1808 hatte Schatzendorf 12 Anwesen und zum Kloster Schönthal gehörig 2 Anwesen. Außerdem gab es 1 Gemeinde-Hüthaus, 1 Wirt, 1 Weber und 1 Mühle.
1808 wurde die Verordnung über das allgemeine Steuerprovisorium erlassen. Mit ihr wurde das Steuerwesen in Bayern neu geordnet und es wurden Steuerdistrikte gebildet. Dabei kam Schatzendorf zum Steuerdistrikt Bernried. Der Steuerdistrikt Bernried bestand aus den Dörfern Bernried, Kleinenzenried, Marketsried und Schatzendorf.
1820 wurden im Landgericht Waldmünchen Ruralgemeinden gebildet. Dabei wurde Schatzendorf Ruralgemeinde. 
Zur Ruralgemeinde Schatzendorf gehörte das Dorf Schatzendorf mit 20 Familien und die Einöde Steinmühle mit einer Familie. 1836 wurde die Gemeinde Schatzendorf mit der Einöde Steinmühle nach Bernried eingemeindet.
1972 wurde die Gemeinde Bernried und damit auch Schatzendorf nach Rötz eingegliedert.
Schatzendorf gehört zur Pfarrei Stamsried. 1997 hatte Schatzendorf 78 Katholiken.

## Einwohnerentwicklung ab 1820
| Jahr | Einwohner   | Gebäude |
| ---- | ----------- | ------- |
| 1820 | 20 Familien | k. A.   |
| 1838 | 84          | 14      |
| 1861 | 96          | 33      |
| 1871 | 87          | 54      |
| 1885 | 93          | 13      |
| 1900 | 66          | 16      |
| 1913 | 88          | 12      |

| Jahr | Einwohner | Gebäude |
| ---- | --------- | ------- |
| 1925 | 87        | 14      |
| 1950 | 77        | 15      |
| 1961 | 71        | 15      |
| 1970 | 70        | k. A.   |
| 1987 | 85        | 17      |
| 2011 | 58        | k. A.   |